# Pål Haugen Lillefosse
Pål Haugen Lillefosse (* 4. Juni 2001) ist ein norwegischer Leichtathlet, der sich auf den Stabhochsprung spezialisiert hat, aber auch im Sprint antritt. 2022 gewann er die Bronzemedaille bei den Europameisterschaften in München.

## Sportliche Laufbahn
Erste internationale Erfahrungen sammelte Pål Haugen Lillefosse im Jahr 2017, als er beim Europäischen Olympischen Jugendfestival (EYOF) in Győr mit übersprungenen 5,00 m die Goldmedaille gewann und sich mit der norwegischen 4-mal-100-Meter-Staffel in 41,79 s die Silbermedaille gewann. Im Jahr darauf siegte er bei den U18-Europameisterschaften ebendort mit neuem Meisterschaftsrekord von 5,46 m und gewann im 100-Meter-Lauf in 10,72 s die Bronzemedaille und schied mit der Sprintstaffel (1000 Meter) mit 1:59,58 min im Vorlauf aus. 2019 siegte er dann bei den U20-Europameisterschaften im schwedischen Borås mit 5,41 m und 2021 wurde er bei den U23-Europameisterschaften in Tallinn mit 5,60 m Vierter. Im Januar 2022 stellte er in Sollentuna mit 5,75 m einen neuen norwegischen Hallenrekord im Stabhochsprung auf und verbesserte diesen nur wenige Tage darauf in Uppsala auf 5,83 m, womit er auch die Freiluftbestmarke von Sondre Guttormsen übersprang. Im März belegte er bei den Hallenweltmeisterschaften in Belgrad mit 5,60 m den zehnten Platz und Anfang Juni siegte er mit 5,85 m bei den Trond Mohn Games. Kurz darauf wurde er bei den Bislett Games mit 5,80 m Dritter und belegte dann im Juli mit 5,80 m im Finale den zehnten Platz. Im August gewann er bei den Europameisterschaften in München mit einer Höhe von 5,75 m die Bronzemedaille hinter dem Schweden Armand Duplantis und Bo Kanda Lita Baehre aus Deutschland.
2023 belegte er bei den Halleneuropameisterschaften in Istanbul mit übersprungenen 5,60 m den siebten Platz. Anfang Juni siegte er mit 5,72 m bei den Trond Mohn Games und wurde anschließend bei der 1. Liga der Team-Europameisterschaft im Zuge der Europaspiele in Chorzów mit 5,65 m Sechster. Daraufhin wurde er bei der Bauhaus-Galan mit 5,72 m Dritter und gewann dann bei den U23-Europameisterschaften in Espoo mit 5,66 m die Bronzemedaille hinter dem Finnen Juho Alasaari und Robin Emig aus Frankreich. Kurz darauf brachte er bei den Weltmeisterschaften in Budapest in der Qualifikationsrunde keine Höhe zustande.
In den Jahren 2019 und 2020 sowie 2022 und 2023 wurde Lillefosse norwegischer Hallenmeister im Stabhochsprung und 2022 und 2023 siegte er im Freien. Im Januar 2023 wurde er bei der norwegischen Sportgala Idrettsgallaen in der Kategorie „Durchbruch des Jahres“ ausgezeichnet.

## Persönliche Bestleistungen
- 100 Meter: 10,55 s (+1,5 m/s), 7. Juni 2018 in Oslo (norwegischer U18-Rekord)
  - 60 Meter (Halle): 6,91 s, 10. März 2018 in Steinkjer
- Stabhochsprung: 5,86 m, 26. Juni 2020 in Oslo